# Jóhan á Plógv Hansen
Jóhan á Plógv Hansen (1. svibnja 1994.), ferojsko-danski rukometaš, danski rukometni reprezentativac. Sudjelovao na svjetskom prvenstvu 2019. godine. 
Prvotno je nastupao za reprezentaciju Ovčjih Otoka. Zbog strukture Danske Unije Kraljevstva, grenlandski i ferojski igrači mogu sami odlučiti za koju će reprezentaciju igrati. Hansen već je igrao za Ovčje Otoke. Želio je igrati za Dansku. Da bi to smio, nije smio dvije godine igrati ni za koju reprezentaciju. Bivši danski izbornik Ulrik Wilbek izrazio je nadu i želju da će Jóhan Hansen promijeniti športsko državljanstvo da bi mogao zaigrati za Dansku.
Od većih reprezentativnih uspjeha izdvaja se osvajanje svjetskog naslova 2019. gdje je Danska bila jedan od suorganizatora.